# Hümmlinger Pilgerweg
Der Hümmlinger Pilgerweg ist ein Pilgerweg im Hümmling im westlichen Niedersachsen. Mit einer Gesamtlänge von 90,7 Kilometern verläuft er als Rundweg ausschließlich im Nordosten des Landkreises Emsland zwischen Sögel, Werlte, Lorup, Esterwegen und Börger.
Sinnspruchtafeln, die auf Findlingen angebracht sind, laden den Pilger “in regelmäßigen Abständen als Stationen zur inneren Einkehr und zum Zeitnehmen für Gott, die Natur und den emslandblauen Himmel” ein.
Der Hümmlinger Pilgerweg wird in fünf Etappen angeboten:
- Sögel – Werlte (über Spahnharrenstätte; 26,7 Kilometer; das Naturschutzgebiet Theikenmeer liegt auf der Strecke)
- Werlte – Lorup (11,5 Kilometer)
- Lorup – Esterwegen (12,5 Kilometer)
- Esterwegen – Börger (über Breddenberg; 28 Kilometer)
- Börger – Sögel (über Werpeloh; 12 Kilometer)